# Paul Banks
|  | For forsangeren i bandet Interpol, se Julian Plenti. |
Paul Banks er en amerikansk blues- og folk-guitarist, der fra 1961 har boet i Danmark. Poul Banks har siden slutningen af 1960'erne medvirket på en lang række danske og udenlandske indspilninger. Udover guitar spiller Paul Banks på en række andre strengeinstrumenter, herunder banjo og mandolin.

## Biografi
Paul Banks blev født i Denver i Colorado i USA. Han flyttede med familien til forskellige steder i USA. I slutningen af 1950'erne åbnede moderen sammen med stedfaderen Jo Banks en folkklub i Chicago, Purple Door og senere klubben Green Door. i 1961 flyttede familien til København og i 1963 åbnede folkklubben Purple Door på Højbro Plads i København. Paul Banks spillede med stedfaderen på scener i Danmark og i udlandet. 
I 1970 udgav Paul Banks sin første plade, da han som frontman i gruppen AN tEARRACH udgav albummet AN tEARRACH sings Irish Folksongs på Spectator Records (SL 1009).
Han medvirkede på Sebastians første album, den engelsksprogede The Goddess, der blev indspillet i 1970, og medvirkede senere på den dansksprogede EP Lossepladsen bløder (1971) og LP'erne Den store flugt (1972), Blød lykke (1974), Gøgleren, Anton og de andre (1975) og Ulvehøjen (1977). 
Sideløbende med samarbejdet med Sebastian medvirkede Paul Banks på en lang række danske indspilninger i 1970'erne og 1980'erne med bl.a. Anne Grete,  Ole “Fessor” Lindgren, Lars Graugaard, Trille, Tom McEwan & Jess Ingerslev, Andy Pape, Jan Toftlund, Erik Clausen & Leif Sylvester, Pia Raug, Bjarne Liller, Otto Brandenburg, Arne Würgler m.fl.
I midten af 1970'erne dannede Paul Banks sammen med amerikaneren Bill Hazen bandet Side Show, hvor også Jens Rugsted (bas) og Torben Weeberg (trommer) medvirkede. Bandet havde en del udskiftning, og senere spillede bl.a. også Michael Friis, Ken Gudman, Thomas Puggaard og Nils Tuxen i orkesteret. Efter Side Show blev Paul Banks løst tilknyttet bluesbandet Big Mama og blev endvidere en del af orkestret Krølle Eriks Skiffle Band, der i 1980 udgav albummet Raise A Ruckus.  
I denne periode spillede han også sammen med et orkester bestående af Jørgen Lang (mundharpe), Martin Andersen (violin) og Michael Friis (bas), senere erstattet af Hugo Rasmussen. Efter et kort ophold i USA i 1981/82 vendte Banks tilbage til Danmark, hvor orkesteret tog navnet Paul Banks & MusikOrkesteret og sammen turnerede gruppen flittigt i Skandinavien. Gruppen udsendte et par album inden de blev opløst i 1985. Banks spillede herefter med en række forskellige musikere, herunder med saxofonisten Steen Vig, med hvem han udgav albummet Paul Banks & Steen Vig i 1987.
Op igennem 1990'erne har Banks fortsat medvirket på en lang række indspilninger som sideman, bl.a. på Moniques Shadows (1991), Albertes Lyse Nætter (1991) og Kim Larsens Hvem kan sige nej til en engel (1994).

## Diskografi
Udgivelser i eget navn eller som frontman:
- Paul Banks & Jørgen Lang (1979, Medley Records)
- Desperados in Disguise (1981, Medley) som Paul Banks & MusikOrkesteret
- Twostep (1984, Hofnar) som Paul Banks & MusikOrkesteret
- Paul Banks & Steen Vig (1987, Olufsen Records)
- Time Problem (1998)
- White Noise And Diamond Nights (2000, Stunt Records)
- Comes Live (2002) med Thor Backhausen og Kristian Jørgensen
- Bones and Love Bombs (2003)
- One Man Band Live (2005), solo-livealbum
- Grace (2008) med saxofonisten Jakob Dinesen
- Blackberry Wine (2013, Stunt Records)

## Priser
- "Årets Folkemusiker" 1985
- DJBFAs Hæderspris 1992
- "Årets sangskriver" ved Danish Music Awards Folk i 2001 for White Noise And Diamond Nights
- "Bedste Blues Udgivelse" for One Man Band Alive (2006)
- Årets Danske Blues Navn 2006
- Legater fra Statens Kunstfond 1997, 1999, 2001, 2004, 2007, 2008